# Montracol
Montracol település Franciaországban, Ain megyében. Lakosainak száma 1008 fő (2022. január 1.). Montracol Buellas, Chaveyriat, Condeissiat, Montcet, Saint-André-sur-Vieux-Jonc, Saint-Rémy és Vandeins községekkel határos.

## Népesség
A település népességének változása:
| Lakosok száma | 429  | 584  | 551  | 860  | 999  | 1021 | 1040 | 1016 | 1017 | 1008 |
|               | 1968 | 1982 | 1990 | 2006 | 2013 | 2015 | 2017 | 2019 | 2020 | 2022 |